# Peter Parker (1er baronnet)
Pour les articles homonymes, voir Peter Parker et Parker.
Peter Parker (1721-1811), 1er baronnet de Bassingbourn, est un officier britannique de la Royal Navy qui est devenu « Amiral de la Flotte ».
Il prend notamment part à la guerre d'indépendance des États-Unis. Il est le mécène et l'ami d'Horatio Nelson.
En 1799, il succède à Richard Howe comme Admiral of the Fleet.
Sa fille a marié le poète George Ellis (en)
Son petit-fils Peter Parker lui succède au titre de baronnet.